# Piano jazz
Le piano jazz est l'utilisation du piano dans le jazz, notamment les techniques de jeu et de composition spécifiques apparues au cours de l'histoire du jazz.

## Histoire

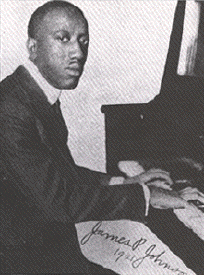
James Price Johnson (vers 1921).

Le piano joue un rôle important dans l'histoire du jazz depuis ses débuts. Le ragtime compte parmi les racines du jazz et est principalement de la musique pour piano. Le blues, autre racine du jazz, a déployé son influence sur le piano jazz par le biais du piano barrelhouse (qui a ensuite donné naissance au boogie-woogie). Au début de l'histoire du jazz, le piano se présentait plutôt comme un instrument solo - les fanfares se passaient naturellement de piano. Au fil du temps, il devient de plus en plus un instrument d'accompagnement et d'ensemble. À partir des années 1910, le piano est intégré dans les groupes de jazz de la Nouvelle-Orléans, le premier pianiste étant probablement Buddy Christian.
Dans les ensembles de jazz traditionnels, le piano soutient les instruments contrebasse/tuba et guitare/banjo et sert ainsi en premier lieu à profiler le rythme et l'harmonie. Dans le swing naissant, le rythme et la basse étaient de plus en plus confiés aux batteurs et aux bassistes. Bien qu'ils fassent partie de la section rythmique, les pianistes des grands groupes commencent à n'introduire que quelques accords off-beat et à suggérer plutôt qu'à jouer des suites d'accords — Count Basie en tête. Parallèlement, ils se distinguent de plus en plus en tant que musiciens solos et se rapprochent fortement des instruments à vent dans la conduite de la mélodie.
Après l'ère du swing — dans le jazz contemporain — de nombreux pianistes revinrent à une « manière de jouer plutôt percussive » et font « sonner leur instrument de manière claire, transparente et dure. » D'autre part, des pianistes comme Chick Corea cultivent à nouveau un idéal tonal plus romantique et misent par exemple davantage sur les pédales d'effets.
Dès les années 1940, le piano acoustique est parfois remplacé par des instruments électromécaniques ; Earl Hines utilise ainsi un piano électrique Storytone. À la fin des années 1950, Ray Charles et Sun Ra comptent parmi les joueurs de piano électrique les plus influents. Joe Zawinul expérimente avec différentes sonorités : Pour Mercy, Mercy, Mercy, il utilise un piano Wurlitzer, pour Country Preacher, un Fender Rhodes. Plus tard, notamment dans le jazz fusion, les synthétiseurs et autres claviers élargissent l'image sonore. Désormais, le piano acoustique est l'un des nombreux instruments à clavier utilisés dans le jazz. Chaque style de jazz et chaque innovation majeure en matière de piano jazz sont également utilisés dans des développements ultérieurs, ce qui fait que le piano jazz est aussi diversifié stylistiquement que le jazz en général.

## Pratique
Les pianistes de jazz attribuent souvent des rôles différents aux mains. Dans le jeu en solo, la main gauche connaît de multiples façons d'organiser les lignes de basse et les progressions d'accords, la main droite se charge surtout des lignes mélodiques de manière tout aussi variée. Le jeu de piano jazz en ensemble exige un choix approprié, voire parcimonieux, parmi ces possibilités.

## Pianistes jazz notables
Les pianistes de jazz suivants sont considérés comme des créateurs de style :
- Jelly Roll Morton, le « professeur » de piano de La Nouvelle-Orléans[7]. Son style est à bien des égards celui du ragtime.
- James P. Johnson est le premier pianiste stride important de Harlem. Ses accompagnements de blues pour Bessie Smith étaient inégalables[8]. Le morceau Carolina Shout est un morceau de référence pour tous les pianistes de swing afin de tester leurs capacités, son charleston était un succès.
- Fats Waller est le prochain maître du piano stride et de tous les styles des années 1930.
- « Father » Earl Hines a fait du piano, avec ses octaves, un partenaire congénial du trompettiste Louis Armstrong. Il a fortement détaché le piano swing des premières formes de rag et de stride et a ainsi permis un renouvellement du piano jazz après le swing.
- Count Basie est considéré comme l'un des pianistes « les plus économes »[9] de l'histoire du jazz, « par la manière dont il savait créer des tensions entre les notes individuelles souvent très espacées[10]. » Auparavant, Basie jouait plus et plus vite et s'inspirait du pianiste de boogie Pete Johnson du Kansas. Basie se considérait davantage comme un entertainer et n'était pas le meilleur pianiste sur le plan technique.